# Torneio Rio-São Paulo de 1955
O Torneio Rio-São Paulo de 1955 foi a oitava edição do Torneio Rio-São Paulo e tornou-se uma competição regular apenas em 1950, ano de sua 3ª edição, ocorrendo anualmente até 1966 (exceto em 1956 por conta de excursão da Seleção Brasileira), tendo sido esta a sexta edição consecutiva após a realização da disputa tornar-se regular, sequência interrompida no ano seguinte, sagrando-se campeã a Portuguesa, pela segunda vez, após três anos da primeira conquista, em finais contra o também clube paulistano, Palmeiras.

## Regulamento
O Torneio Rio-São Paulo de 1955 foi disputado pelo sistema de pontos corridos. Dez clubes jogaram em turno único todos contra todos. Como houve empate em pontos por Portuguesa e Palmeiras, os dois clubes disputaram dois jogos extras para definir o campeão, sagrando-se campeã a Portuguesa, após empate por 2 a 2 na primeira partida e vitória da Lusa por 2 a 0 na segunda, perante cerca de 40.000 torcedores no Estádio do Pacaembu.

## Classificação
| Classificação Final | Classificação Final | Classificação Final | Classificação Final | Classificação Final | Classificação Final | Classificação Final | Classificação Final | Classificação Final | Classificação Final | Classificação Final |
| Times               | Times               | Pts                 | J                   | V                   | E                   | D                   | GP                  | GC                  | SG                  |                     |
| ------------------- | ------------------- | ------------------- | ------------------- | ------------------- | ------------------- | ------------------- | ------------------- | ------------------- | ------------------- | ------------------- |
| 1                   | Portuguesa          | 13                  | 9                   | 5                   | 3                   | 1                   | 26                  | 15                  | +11                 |                     |
| 2                   | Palmeiras           | 13                  | 9                   | 6                   | 1                   | 2                   | 32                  | 19                  | 13                  |                     |
| 3                   | Botafogo            | 11                  | 9                   | 4                   | 3                   | 2                   | 12                  | 12                  | 0                   |                     |
| 4                   | Flamengo            | 10                  | 9                   | 4                   | 3                   | 3                   | 16                  | 14                  | +2                  |                     |
| 5                   | Santos              | 10                  | 9                   | 5                   | 0                   | 4                   | 17                  | 21                  | -4                  |                     |
| 6                   | America             | 9                   | 9                   | 3                   | 3                   | 3                   | 18                  | 24                  | -6                  |                     |
| 7                   | Fluminense          | 7                   | 9                   | 3                   | 1                   | 5                   | 15                  | 21                  | -6                  |                     |
| 8                   | Vasco da Gama       | 7                   | 9                   | 2                   | 3                   | 4                   | 15                  | 15                  | 0                   |                     |
| 9                   | São Paulo           | 6                   | 9                   | 2                   | 2                   | 5                   | 11                  | 16                  | -5                  |                     |
| 10                  | Corinthians         | 5                   | 9                   | 1                   | 3                   | 5                   | 18                  | 23                  | -5                  |                     |

## Jogos extras

### jogo de ida[3]
| 29 de maio de 1955 | Palmeiras             | 2 - 2 | Portuguesa             | Pacaembu, São Paulo   |
|                    | Renato 39' · Ivan 60' |       | Edmur 41' · Aírton 65' | Árbitro: Mário Vianna |

Palmeiras: Laércio; Manoelito e Waldir (Mário); Belmiro, Valdemar Carabina, Gérsio; Renato, Humberto, Nei (Liminha), Ivan e Rodrigues. Técnico: Cláudio Cardoso
Portuguesa: Cabeção; Nena, Floriano; Djalma Santos, Brandãozinho e Zinho; Edmur, Ipojucan, Aírton, Átis e Ortega (Zé Amaro). Técnico: Délio Neves

### jogo de volta[4]
| 5 de junho de 1955 | Portuguesa                         | 2 - 0 | Palmeiras | Pacaembu, São Paulo   |
|                    | Julinho Botelho 36' · Ipojucan 63' |       |           | Árbitro: Mário Vianna |

Portuguesa: Cabeção; Nena, Floriano, Djalma Santos, Brandãozinho, Zinho, Julinho Botelho, Ipojucan, Aírton, Edmur e Ortega. Técnico: Délio Neves
Palmeiras: Laércio; Manoelito, Mário, Belmiro, Valdemar Carabina, Gérsio, Renato, Humberto, Nei, Ivan e Rodrigues. Técnico: Cláudio Cardoso

## Premiação
| Torneio Rio-São Paulo de 1955       |
| São Paulo                           |
| ----------------------------------- |
| Portuguesa de Desportos (2º título) |